# Progetto accessit
Progetto accessit è un programma europeo di cooperazione transfrontaliera Italia/Francia.
Viene cofinanziato dal Fondo europeo di sviluppo regionale (FESR) per il periodo di programmazione 2007-2013 ed è dotato di un budget di oltre 160 milioni di euro (di cui 120 milioni di FESR).

## Obiettivo
Suo obiettivo è di strutturare un grande itinerario in grado di integrare l'azione generale di valorizzazione del patrimonio materiale e immateriale dello spazio «marittimo » con l'appoggio di una rete composta da 4 regioni: Corsica, Liguria, Sardegna e Toscana.
Nel periodo 2014-2020, il programma proseguirà la sua cooperazione tra le regioni e si aggiungera uno nuovo spazio geografico con i dipartimenti francesi delle Alpi Marittime e del Var.

## Esempio di intervento
In questi 4 territori che hanno una cultura comune, recentemente è stato realizzato un intervento di restauro conservativo su una rete di oratori, per una riflessione sulla devozione popolare che ha portato all'elaborazione della guida Il teatro dei Cartelami e che, senza un progetto culturale che li preservi e li “racconti” diventerebbero rapidamente incomprensibili per il pubblico.